# Гнойно (гміна)
Гміна Гнойно (пол. Gmina Gnojno) — сільська гміна у східній Польщі. Належить до Буського повіту Свентокшиського воєводства.
Станом на 31 грудня 2011 у гміні проживало 4596 осіб.

## Територія
Згідно з даними за 2007 рік площа гміни становила 95.66 км², у тому числі:
- орні землі: 78.00%
- ліси: 16.00%

Таким чином, площа гміни становить 9.89% площі повіту.

## Населення
Станом на 31 грудня 2011:
| Опис     | Загалом | Загалом | Чоловіки | Чоловіки | Жінки | Жінки |
| -------- | ------- | ------- | -------- | -------- | ----- | ----- |
| одиниця  | осіб    | %       | осіб     | %        | осіб  | %     |
| все      | 4596    | 100     | 2353     | 51.20    | 2243  | 48.80 |
| міське   | 0       | 100     | 0        |          | 0     |       |
| сільське | 4596    | 100     | 2353     | 51.20    | 2243  | 48.80 |

## Сусідні гміни
Гміна Гнойно межує з такими гмінами: Бусько-Здруй, Пешхниця, Стопниця, Тучемпи, Хмельник, Шидлув.